# Confédération antillaise

Le drapeau révolutionnaire de Lares a également été proposé pour représenter la Confédération antillaise. Le drapeau est dérivé du drapeau de la République dominicaine de 1844-1849.

La Confédération antillaise était l'idée véhémente de Ramón Emeterio Betances sur la nécessité pour les indigènes des Caraïbes de s'unir en une entité régionale qui chercherait à préserver la souveraineté et le bien-être de Cuba, de la République dominicaine et de Porto Rico. Les partisans de l'idée voulaient libérer Cuba et Porto Rico, les unissant plus tard à la République dominicaine, créant une nation unie des Caraïbes espagnoles, une idée qui bénéficiait d'un soutien important dans ces îles au milieu des années 1800. Certains sympathisants ont même voulu inclure Haïti ou la Colombie dans cette union, mais cela n'a pas été soutenu par tous.
De nombreux généraux qui ont combattu dans la guerre d'indépendance dominicaine et contre les invasions haïtiennes ultérieures, la guerre de restauration dominicaine contre l'Espagne, la guerre d'indépendance de Cuba, la guerre de dix ans, la petite guerre et le soulèvement portoricain de Grito de Lares, ont soutenu cette idée. Le soutien a été le plus fort des années 1850 jusqu'à la guerre hispano-américaine, qui a transféré les colonies de Cuba (brièvement) et de Porto Rico (jusqu'à nos jours) de l'Espagne aux États-Unis. Depuis lors, le soutien à l'idée s'est largement estompé.
Son idée principale était de mettre fin par la suite au colonialisme européen dans les Amériques ainsi qu'une réponse à l'expression de la doctrine Monroe L'Amérique aux Américains, que Ramón Emeterio Betances a transformée en Les Antilles aux Antillais. Le principal point de rassemblement des idéalistes était San Felipe de Puerto Plata, en République dominicaine.
Fervents partisans de cette idée :
- Eugenio María de Hostos[1], également connu sous le nom de Citoyen des Amériques
- Gregorio Luperón, héros de la guerre de restauration dominicaine
- José Martí, souvent appelé l'Apôtre de l'indépendance cubaine
- José de Diégo
- Ramón Emeterio Betances
- Anténor Firmin

Initialement, la possibilité de l'intégration d'Haïti à la Confédération a été proposée, le précurseur de celle-ci dans ce pays, Anténor Firmin, a échangé à ce sujet avec le leader cubain José Martí. Cependant, malgré sa propension favorable à cela, Betanzes lui-même écarterait ensuite la possibilité en raison de facteurs d'instabilité politique dans la nation haïtienne qui pourraient s'exporter vers le reste des Antilles. Dans le cas de Hostos, il a préféré une union basée sur des facteurs culturels et linguistiques hispaniques, ce qui excluait la possibilité d'Haïti faisant partie de l'union.